# West- en Oostpolder
De West- en Oostpolder was een waterschap in de gemeenten Vlaardingen en Vlaardingerambacht, in de Nederlandse provincie Zuid-Holland. Het was gevormd door de samenvoeging van de Oostpolder en de Westpolder.
Het waterschap was verantwoordelijk voor de waterhuishouding in de polders.